# Spoorlijn Conflans-Jarny - Metz-Ville
De Spoorlijn Conflans-Jarny - Metz-Ville is een Franse spoorlijn van Jarny naar Metz. De lijn was 30,1 km lang en heeft als lijnnummer 086 000.

## Geschiedenis
De spoorlijn werd door de Reichseisenbahnen in Elsaß-Lothringen geopend op 1 april 1873. Personenvervoer werd opgeheven op 6 juni 1973, tegelijk werd het gedeelte van Batilly naar Metz-Ville volledig gesloten. Op het tracé van Conflans-Jarny tot Batilly vindt alleen goederenvervoer plaats ten behoeve van de fabriek van Renault. 

## Aansluitingen
In de volgende plaatsen is of was er een aansluiting op de volgende spoorlijnen:
Conflans-Jarny
RFN 085 000, spoorlijn tussen Saint-Hilaire-au-Temple en Hagondange
RFN 095 000, spoorlijn tussen Longuyon en Pagny-sur-Moselle
Metz-Sablon
RFN 089 000, spoorlijn tussen Lérouville en Metz-Ville
RFN 192 000, ceinture van Metz
Metz-Ville
RFN 089 000, spoorlijn tussen Lérouville en Metz-Ville
RFN 099 000, spoorlijn tussen Metz-Ville en Château-Salins
RFN 140 000, spoorlijn tussen Réding en Metz-Ville
RFN 174 000, spoorlijn tussen Metz-Ville en Hargarten-Falck
RFN 180 000, spoorlijn tussen Metz-Ville en Zoufftgen
RFN 191 300, raccordement tussen Metz-Ville en Metz-Marchandises